# Sargodha (Division)

Division Sargodha

Die Division Sargodha ist eine Division in der Provinz Punjab in Pakistan. Der Verwaltungssitz befindet sich in der Stadt Sargodha. Bei der Volkszählung von 2017 hatte sie eine Einwohnerzahl von 8.181.499 auf einer Fläche von 26.360 km².

## Distrikte
Die Division Sargodha gliedert sich in vier Distrikte:
| Distrikt | Hauptstadt | Größe (km²) | Bevölkerung (2017) | Dichte (Einw./km²) |
| -------- | ---------- | ----------- | ------------------ | ------------------ |
| Bhakkar  | Bhakkar    | 8.153       | 1.650.518          | 202                |
| Khushab  | Khushab    | 6.511       | 1.281.299          | 196                |
| Mianwali | Mianwali   | 5.840       | 1.546.094          | 264                |
| Sargodha | Sargodha   | 5.854       | 3.703.588          | 632                |